# Province de Frosinone
Pour les articles homonymes, voir Frosinone (homonymie).
La province de Frosinone est une province italienne, située dans la région du Latium et ayant pour chef-lieu la ville de Frosinone.

## Géographie
Liste des principales municipalités composant la province de Frosinone, avec leurs populations en 2017, selon des sources italiennes :  
- Alatri (28 807 hab.)
- Aquino (5 342 hab.)
- Anagni (21 380 hab.)
- Arce (5 698 hab.)
- Arpino (7 150 hab.)
- Atina (4 235 hab.)
- Boville Ernica (8 567 hab.)
- Cassino (36 570 hab.)
- Ceccano (23 449 hab.)
- Ceprano (8 850 hab.)
- Cervaro (8 104 hab.)
- Ferentino (21 049 hab.)
- Fiuggi (10 511 hab.)
- Frosinone (46 104 hab.)
- Isola del Liri (11 392 hab.)
- Monte San Giovanni Campano (12 785 hab.)
- Paliano (8 190 hab.)
- Piedimonte San Germano (6 515 hab.)
- Pontecorvo (13 169 hab.)
- Ripi (5 245 hab.)
- Roccasecca (7 355 hab.)
- San Donato Val di Comino (2 061 hab.)
- Sant'Elia Fiumerapido (6 116 hab.)
- Sora (26 057 hab.)
- Supino (4 892 hab.)
- Veroli (20 496 hab.).

## Culture
- Marcus Tullius Cicero
- Thomas d'Aquin